# Гак-гунг
Гак-гунг (кор. 각궁) – традиційний корейський  Лук, який виготовляється з дерева, сухожиль, китового вуса та інших матеріалів  . Записи про культуру стрільби з лука зображені на фресках стародавнього королівства Когурьо, а документи про стрільбу з лука належать до часу династій Корьо і  Чосон. 

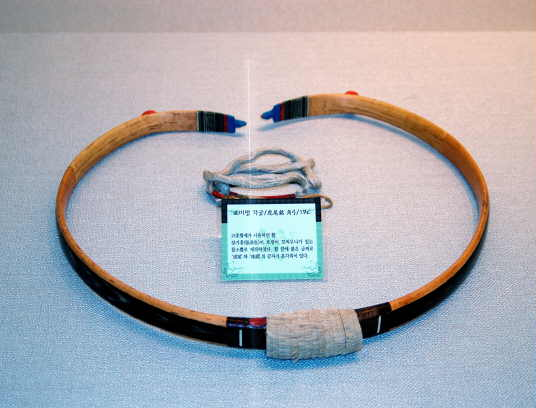
Корейський лук в ненатягнутому стані

## Виготовлення та використання корейського луку
Протягом століть корейські солдати віддавали перевагу традиційному гак-гунгу (лук з рогу). Його довжина сягає 1 метра та більше  , а матеріали, що використовуються для його виготовлення, включають ріг водяного буйвола, коров'яче сухожилля,  дубову кору, бамбук і кору білої берези. Порівняно з китайським луком корейський має більш виражену кривизну, з високою еластичністю та силою деформації, що дає йому більший радіус дії.
Іншими видами луків, які використовувалися в часи династії Чосон, були:
- чонгрюнгун (сильний лук), схожий на традиційний лук з рогів і використовуваний для стрільби важкими стрілами;
- єгунг (церемоніальний лук), найдовший з корейських луків, використовувався виключно на церемоніях і ритуалах;
- моккун (дерев'яний лук) переважно виготовляли з тутового дерева;
- чолгунг (залізний лук) мав форму традиційного складового лука;
- донгехвал - це різновид кавалерійського лука, який носять верхи на коні.

Корейські стріли зазвичай робили з дерева, бамбука та фазанового пір'я. В епоху Чосон широко використовувалися мокжон, дерев'яна військова стріла, і чольджон, який робили із заліза трьох підтипів залежно від ваги. Йеджон використовувався у церемоніях; пенджон був маленькою стрілою; седжон - тонка і коротка стріла, виготовлена з тонких фрагментів бамбука і використовувалася для відправки послань ворогові; а юечжон був зроблений з вербового листа.  Характерною деталлю корейської військової традиції є "вогняні" стріли.
При знятій тятиві лук вигинається у бік спинки, утворюючи майже овал, так що при надяганні тятиви лучник хіба що вигинає лук у зворотний бік. Це значно збільшує силу його натягу. Китайські джерела зазначають, що корейські луки були “тугі як самостріл”.  Принцип стрільби з корейського лука відмінний від європейського. Це так званий “монгольський спосіб”, у якому “тятива натягується зігнутим великим пальцем, а вказівний палець лише допомагає великому, натискаючи зверху. Великий при цьому просувається кінцем між вказівним і середнім, а стріла тримається в  між великим і вказівним пальцем“  Щоб утримувати тятиву, лучник міг використовувати  краплеподібне кільце для великого пальця, зробленого з бичачого рогу, яке запобігало пошкодженню великого пальця при відпусканні. 

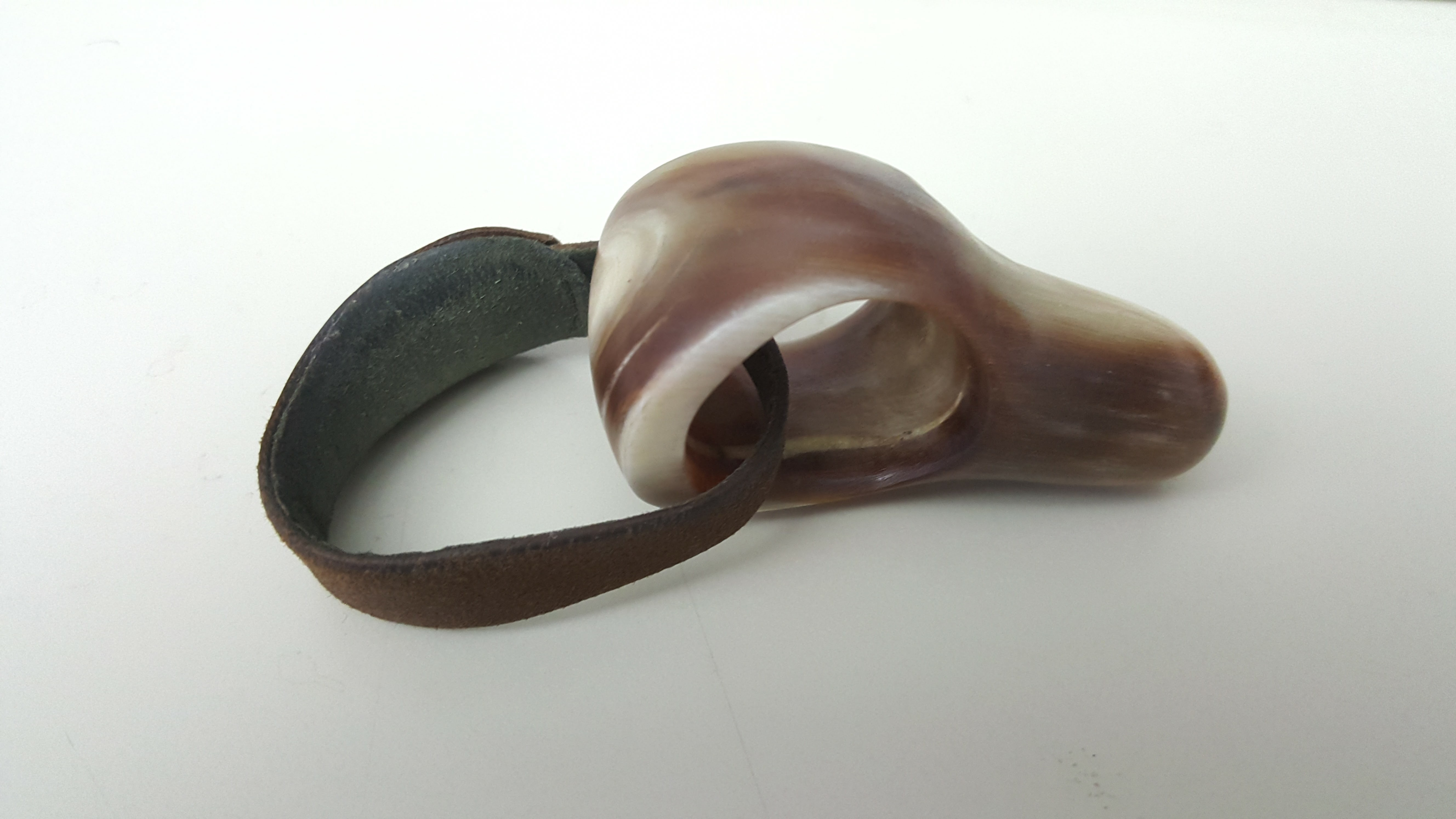
Кільце для великого пальця

## Корейський лук в історії
Лучники відіграли важливу роль у конфліктах в період трьох держав (57 р. до н.е. - 668 р. н.е.), протягом якого країна перейшла від безлічі племінних держав до трьох основних. До кінця цього періоду Королівство  Сілла завдало поразки Королівствам Пекче та  Когурьо, що вперше призвело до об'єднання країни.

Три корейські держави

Для цього вони навчали молодих людей стати ідеальними солдатами, яких називали  Хваран. Вони часто виїжджали в бій верхи на коні, стріляючи своїми стрілами під час верхової їзди. 

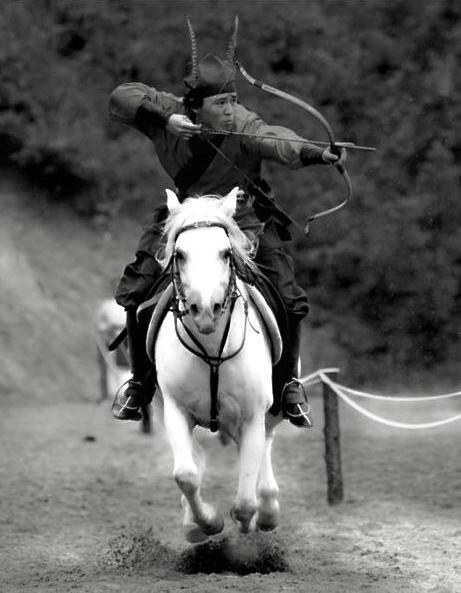
Сучасна корейська реконструкція хварана.

Сілла змогли перемогти своїх суперників, оскільки їм допомагала китайська  танська армія, проте незабаром вони захотіли повної незалежності, а не бути державою, яка платить данину Китаю і до 735 року вони використали елітну стрільбу з луку, щоб витіснити китайців із країни.

### Напад Японії
У XVI столітті Японія вторглася до Кореї і там військові навички стрільби з лука були життєво необхідні. У ході війни було втрачено багато життів з обох боків, але Корея зрештою перемогла, в основному за рахунок використання лучників, які обрушували на своїх супротивників смертоносні залпи стріл з великої відстані. Після цього в країні почали з'являтися цивільні стрільбища як спосіб підготовки населення до потенційних вторгнень у майбутньому та подальшого зміцнення традицій бойової та ритуальної стрільби з лука у Кореї. 

### Упадок лучництва в армії
У ХІХ ст., як і у випадку з іншими країнами Східної Азії, Корея хотіла залишатися ізольованою від решти світу, але зазнавала нападів із боку країн Заходу, які бажали встановити з ними торговельні зв'язки. У цей період у корейських збройних силах останній раз широко використовувався лук, оскільки на полі бою його поступово замінювали вогнепальною зброєю. До двадцятого століття використання стрільби з лука в збройних силах Кореї припинилося, проте стрільба з лука залишалася важливою для їхньої культури, хоча тепер це був радше спортивний захід.  

## Лучництво на сучасному етапі
Сьогодні стрільба з лука, як і раніше, є одним з найулюбленіших занять у Південній Кореї, яка процвітає в цьому виді спорту, оскільки тут є багато провідних спортсменів у світовій стрільбі з луку. Коли діти починають навчатися у початковій школі, вони  можуть займатися до двох годин на день. Потім найкращі молоді лучники отримують високоякісне навчання у середній школі та коледжі, створюючи для країни великий резерв талантів, який призвів до того, що Південна Корея стала найкращою у світі у цьому виді спорту у другій половині ХХ століття і надалі.
Джон Стенлі, кореспондент World Archery Federation, заявив, що ця система існує вже кілька десятиліть з однією кінцевою метою: привезти додому олімпійські медалі. Ефективність такого упору на стрільбу з луку у системі освіти справді підкреслюється їх успіхом на Олімпійських іграх. На Олімпійських іграх у Ріо у 2016 році Південна Корея здобула золоті медалі у всіх чотирьох категоріях. 
Також, лучництво здобуло популярність і на Idol Star Athletics Championships, який проводиться двічі на рік. На цих заходах кумири K-pop змагаються у стрільбі з лука, боротьбі, спринтах, естафетах та багато іншого.